# Puiu Manu
Puiu Manu (n. 14 septembrie 1928, București, România) este un grafician, realizator de benzi desenate român.
Este unul dintre cei mai longevivi, prolifici și talentați creatori de benzi desenate din România.
Este un autor multivalent, realizator de benzi desenate istorice, de aventuri și science-fiction, apreciat de două generații de cititori ai revistelor pentru copii din perioada socialistă.
În 15 septembrie 1954 a debutat ca grafician în paginile revistei Luminița, unde a ilustrat povestea „Bob-Bobușor” de Tamara Pânzaru.
Debutează în 1957, în revista Cravata Roșie, cu prima sa bandă desenată, Comoara lui Montezuma, după un scenariu de Mircea Sântimbreanu. Prima sa bandă desenată comică, O întâmplare cu o minge, apare în 1958, în Arici Pogonici.
Ulterior, Puiu Manu a publicat în revista Arici Pogonici câteva BD desenate într-un stil comic: în 1961 Nic și Pic la săniuș; Spitalul păpușilor; La noi în colectivă, iar în 1962, artistul explică în benzi desenate De ce plouă?, De ce tună? De ce fulgeră?, Apa, Puterea apei etc.
În data de 15 ianuarie 2023, de Ziua Culturii Naționale, Președintele României Klaus Iohannis, i-a acordat lui Puiu Manu ordinul Meritul Cultural în grad de cavaler.

## Opera (selectiv)
- Comoara lui Montezuma (în revista Cravata Roșie, 1957)
- Misterul vulcanului stins (în revista Cravata Roșie, 1957)
- Steaua robilor (în revista Cravata Roșie, 1957)
- Prima lecție... (în revista Cravata Roșie, 1957)
- O întâmplare cu o minge (în revista Arici Pogonici, 1958)
- Toate pânzele sus (în revista Cravata Roșie, 1958)
- SOS Antartica (în revista Cravata Roșie, 1959)
- Arici Pogonici în vizită la cooperativa colectivă (în revista Arici Pogonici, 1959)
- Povestea lui Tom Wattson (în revista Luminița, 1959)
- Timur și băieții lui (în revista Luminița, 1959)
- Misiunea a fost îndeplinită (în revista Luminița, 1959)
- Nic și Pic la săniuș (în revista Arici Pogonici, 1961)
- Poveste fără cuvinte (în revista Arici Pogonici, 1961)
- La noi în colectivă (în revista Arici Pogonici, 1961)
- Un mecanic adevărat (în revista Arici Pogonici, 1961)
- Spitalul păpușilor (în revista Arici Pogonici, 1961)
- Tânăra gardă (în revista Cravata Roșie, 1961)
- Expediția celor 5 (în revista Luminița, 1961)
- Astăzi vă povestim despre Steagul Roșu (în revista Luminița, 1961)
- O zi mare (în revista Luminița, 1961)
- Poveste fără cuvinte (în revista Luminița, 1961)
- Volodea Dubinin (în revista Luminița, 1961)
- În careu (în revista Scânteia pionierului, 1961)
- Mac-Mac (în revista Arici Pogonici, 1962)
- Cine-i mai înalt (în revista Arici Pogonici, 1962)
- De ce plouă? (în revista Arici Pogonici, 1962)
- De ce tună? De ce fulgeră? (în revista Arici Pogonici, 1962)
- Puterea apei (în revista Arici Pogonici, 1962)
- Apa (în revista Arici Pogonici, 1962)
- Dacă toți tinerii din lume (în revista Cravata Roșie, 1962)
- 95 de ore în cosmos (în revista Cravata Roșie, 1962)
- Metamorfoză (în revista Cravata Roșie, 1962)
- Vanea și Mihaș (în revista Luminița, 1962)
- Isprăvile lui Iscusici (în revista Scânteia pionierului, 1962)
- Frigurosul (în revista Scânteia pionierului, 1962)
- Lenevică în vacanță (în revista Scânteia pionierului, 1962)
- Stânca vulturilor (în Cutezătorii, 1989)

## Legături externe
- Ciprian Stoleru, Puiu Manu. Povestea unui maestru al benzii desenate istorice, historia.ro

## Vezi și
- Listă de desenatori, caricaturiști și graficieni ‎
- Pompiliu Dumitrescu
- Viorel Pîrligras
- Valentin Tănase